# Sovjetrepubliek Moegan
De sovjetrepubliek Moegan (Russisch: Муганская Советская Республика) was een autonome republiek in de RSFSR. De republiek bestond van 15 mei tot en met 23 juli 1919. De republiek ontstond uit de Voorlopige Militare Dictatuur Moegan en het gebied van de republiek ging op in de Democratische Republiek Azerbeidzjan. De hoofdstad was Lənkəran.